# دايوراوية
الدايوراوية (الاسم العلمي: Diurideae) هي قبيلة من النباتات تتبع الفصيلة السحلبية من رتبة الهليونيات.

## تحت قبائل الدايوراوية
- الدايورينة
  - الدايورة
- الكلادينينة
  - الكلادينة